# Barybas aurita
Barybas aurita är en skalbaggsart som beskrevs av Bates 1887. Barybas aurita ingår i släktet Barybas och familjen Melolonthidae. Inga underarter finns listade.